# Jewgeni Nikolajewitsch Goschew
Jewgeni Nikolajewitsch Goschew (russisch Евгений Николаевич Гошев; * 17. Juni 1997 in Nischnewartowsk) ist ein russischer Fußballtorwart.

## Karriere

### Verein
Goschew begann seine Karriere beim FKSch-73 Woronesch. Im Januar 2015 wechselte er zum FK Rostow, wo er primär für die U-19 spielte, allerdings auch häufig als Ersatztorwart im Profikader stand. Sein erstes und zugleich einziges Spiel für die Profis machte er im September 2015 im Cup. Zur Saison 2018/19 wechselte er zum Zweitligisten Schinnik Jaroslawl. Bei Schinnik war er allerdings in seiner Zeit immer nur Ersatztormann hinter Dmitri Jaschin. Sein Debüt in der Perwenstwo FNL gab er im September 2018 gegen den FK Nischni Nowgorod. In der Saison 2018/19 absolvierte er sechs Zweitligapartien, zu weiteren Einsätzen sollte er nicht mehr kommen.
Im September 2020 wechselte Goschew zum Ligakonkurrenten FK Orenburg. In Orenburg war er in der Saison 2020/21 Ersatztormann hinter Andrej Klimowitsch und kam zu einem Zweitligaeinsatz. Nach Klimowitschs Abgang verlor er das interne Duell um den Platz im Tor zunächst gegen Alexei Kenjaikin. Im Oktober 2021 verdrängte er diesen allerdings, bedingt durch eine Verletzung, und stand bis zum 32. Spieltag im Tor Orenburgs, ehe Kenjaikin bis Saisonende wieder spielen durfte. Insgesamt kam Goschew in der Saison 2021/22 zu 16 Einsätzen, mit dem Team stieg er zu Saisonende in die Premjer-Liga auf.
Nach dem Aufstieg bekam Goschew wieder den Vorzug und debütierte so im Juli 2022 gegen Krylja Sowetow Samara in der höchsten Spielklasse. In der Saison 2022/23 kam er insgesamt zu neun Einsätzen im Oberhaus. Im August 2023 wechselte er zum Zweitligisten Dynamo Machatschkala.

### Nationalmannschaft
Goschew spielte zwischen 2015 und 2016 viermal im russischen U-19- und 2017 einmal im U-21-Team.